# Abolboda poarchon
Abolboda poarchon là một loài thực vật hạt kín trong họ Hoàng đầu. Loài này được Seub. mô tả khoa học đầu tiên năm 1855.